# Noël Nicolas Coypel
Pour les articles homonymes, voir Coypel.
Noël Nicolas Coypel, dit Coypel l'oncle, né le 17 novembre 1690 à Paris où il est mort le 14 décembre 1734, est un peintre français.

## Biographie

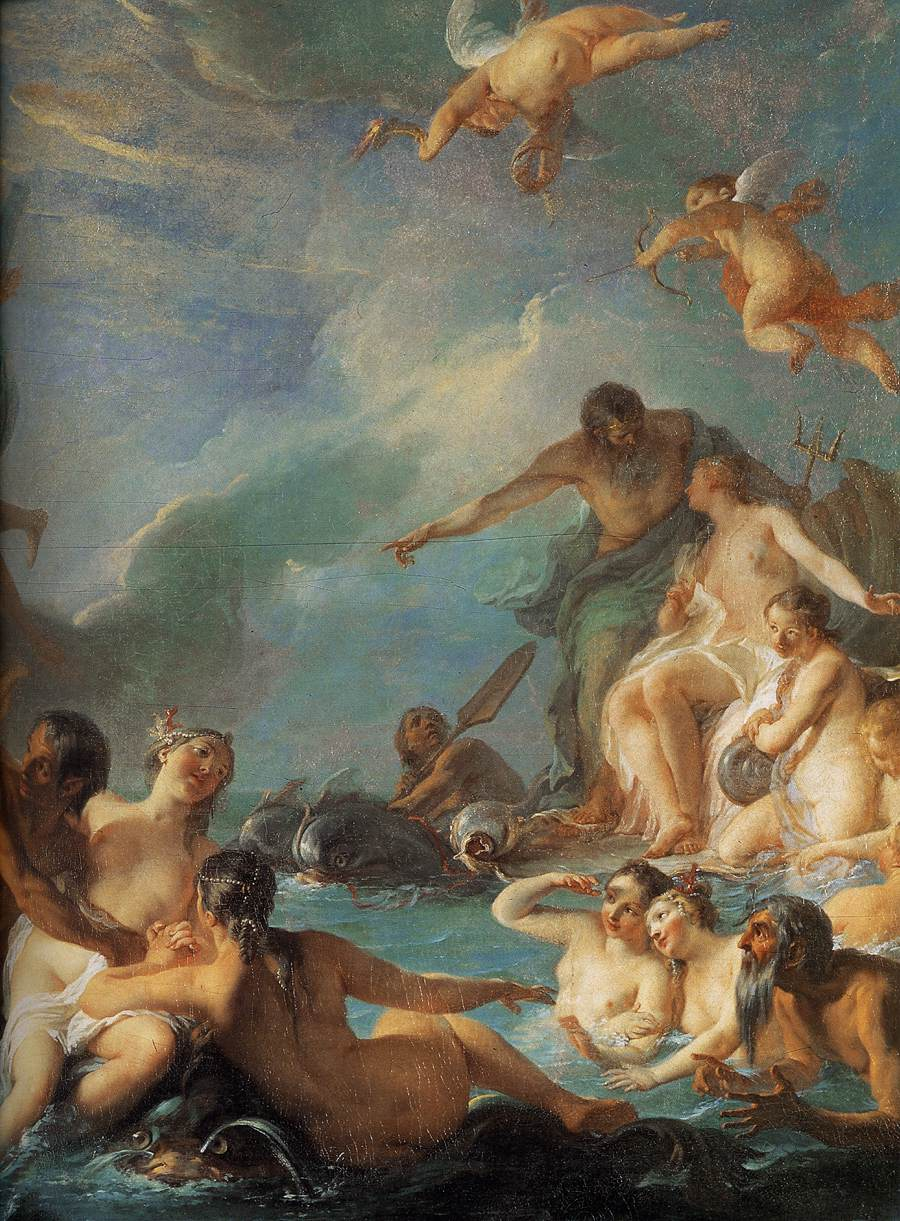
Détail de L’Enlèvement d’Europe (1727), musée d'art de Philadelphie.

Fils de Noël Coypel et demi-frère d’Antoine qui est son aîné de presque trente ans, Noël Nicolas est souvent considéré par les historiens d’art comme le membre le plus doué de la famille[réf. souhaitée]. Il apprit les éléments de la peinture de son père. Ayant perdu celui-ci en 1707, cela ne l’empêcha pas de suivre le goût qu’il avait pour son art.
Des études assidues sur les figures antiques et de profondes réflexions, contribuèrent à le perfectionner. Il remporta plusieurs fois les prix de l’Académie Royale. Il y fut agréé le 31 décembre 1716, il fut reçu en 1720, pendant le rectorat de son frère, avec Neptune enlevant la nymphe Amymone (musée des beaux-arts de Valenciennes) comme morceau de réception. Cet ouvrage fut reçu avec applaudissement, et contribua beaucoup à sa réputation.
En 1727, le roi ayant proposé un concours pour stimuler l’émulation entre les peintres d’histoire de l’Académie, Coypel fit L'Enlèvement d'Europe. Ce morceau eut un tel succès par son coloris que le public lui aurait volontiers fait partager le prix qui fut accordé à ses rivaux.
Coypel, cherchant de plus en plus des occasions de se faire connaître, peignit la chapelle de la Vierge de l’église de Saint-Sauveur à Paris. L’amour de la gloire le touchait plus que l’intérêt, puisqu’il offrit de peindre cette chapelle sans être rémunéré. Le plafond, composé de deux principaux groupes, représente Dieu le Père dans une gloire, accompagné de Jésus-Christ, avec des anges et des prophètes, lesquels forment le principal groupe. Les Pères de l’Église et les Saints du Nouveau Testament, qui pouvaient avoir place dans le Ciel, lors de l’exaltation de Marie, sont au-dessus. On voit sur un autre plan des anges et des chérubins. On distingue à gauche le Roi David, et à ses pieds, Moïse, tenant les Tables de la Loi, à côté de deux prophètes et de quelques anges qui accompagnent le saint Esprit qui paraît descendre sur la Vierge, dont l’Assomption est représentée au tableau de l’autel. Cet ouvrage unitla peinture et la sculpture par un assemblage ingénieux.
Il fit également pour les Minimes de la place royale un tableau, qui fut regardé comme un de ses meilleurs. Il représente Saint François de Paule, passant la mer avec ses compagnons, sur son manteau, qui leur tient lieu de nacelle. Il fit dans le même temps deux tableaux pour les chapelles secrètes de la Sorbonne ; ces tableaux représentant un saint Antoine et un saint Hilaire.
Le chœur de Saint-Jean-en-Grève conservait également un petit tableau de lui représentant Hérodiade dansant devant Hérode. Le Roi possédait à Versailles, une Gloire d’Anges, peinte de sa main. Et une Nativité dans l’oratoire de la reine. On voyait aussi de lui dans l’hôtel du grand maître, Arion porté sur un Dauphin.
Nommé professeur par l’Académie en 1733, Noël Nicolas Coypel meurt prématurément, l’année suivante, n’étant âgé que de quarante-quatre ans, dans un accident domestique. L’amour de son art et son assiduité lui eussent fait produire beaucoup d’ouvrage, sans sa mort prématurée, mais son caractère effacé semble l’avoir empêché d’arriver à la renommée des autres Coypel et d’obtenir les mêmes hauts postes officiels. Il commençait alors à enseigner et eut Jean Siméon Chardin pour disciple .